# Mèo tai quăn Hoa Kỳ
Mèo tai quăn Hoa Kỳ là một giống mèo đặc trưng bởi đôi tai bất thường của nó, được uốn cong từ mặt về phía sau của hộp sọ. Tai của Mèo tai quăn Hoa Kỳ nên được xử lý cẩn thận vì việc xử lý thô có thể làm hỏng sụn ở tai. Loài này có nguồn gốc ở Lakewood, California, là kết quả của một đột biến tự phát.

## Lịch sử
Những con mèo tai quăn đầu tiên tại Hoa Kỳ xuất hiện với vị thế những con mèo bị lạc nằm trên những nấc thang trước cửa nhà Rugas ở Lakewood, California vào tháng 6 năm 1981. Con mèo cái có bộ lông đen Shulamith đã sinh ra một con mèo với đôi tai cong, và trở thành tổ tiên của tất cả những con mèo tai quăn Hoa Kỳ ngày nay. Năm 1986, một con mèo tai quăn Hoa Kỳ đã được đưa đi trình diễn tại một chương trình mèo lần đầu tiên, vào năm 1992, Mèo tai quăn lông dài Hoa Kỳ đã được chứng nhận tình trạng Vô địch, bởi Hiệp hội Mèo Quốc tế (TICA). Vào năm 1999, giống mèo này trở thành giống đầu tiên được nhận vào hạng vô địch của Hiệp hội những người yêu mèo (CFA) với cả hai phân nhóm là lông dài và lông ngắn.
Mèo tai quăn Hoa Kỳ là một con mèo kích cỡ tầm trung với trọng lượng nằm trong khoảng từ 5 đến 10 lb (tương đương từ 2,3 đến 4,5 kg), và đạt đến độ trưởng thành khi được 2 đến 3 năm tuổi. Con cái có trọng lượng từ 5 đến 8 lb (trong khoảng từ 2,3 đến 3,6 kg) và con đực có trọng lượng từ 7 đến 10 lb (khoảng từ 3,2 đến 4,5 kg). Chúng mạnh mẽ và khỏe mạnh.